# Buzin
Buzin är en ort i Kroatien.   Den ligger i länet Zagreb, i den centrala delen av landet, 7 km söder om huvudstaden Zagreb. Buzin ligger 111 meter över havet och antalet invånare är 141.
Terrängen runt Buzin är platt. Runt Buzin är det ganska tätbefolkat, med 54 invånare per kvadratkilometer. Närmaste större samhälle är Zagreb - Centar, 7,2 km norr om Buzin. Runt Buzin är det i huvudsak tätbebyggt.